# Ладислав Тројак
Ладислав Тројак (слч. Ladislav Troják; Кошице, 15. јун 1914 − Ламанш, 8. новембар 1948) био је чехословачки хокејаш на леду који је играо на позицији деснокрилног нападача. Тројак је био први Словак који је заиграо у дресу репрезентације Чехословачке, те први Словак са титулом светског првака у хокеју на леду (Светско првенство 1947). Прву медаљу са репрезентацијом освојио је на СП 1938. када је освојена бронзана медаља. Учестовао је на два олимпијска турнира, на ЗОИ 1936. Чехословаци су заузели 4. место, док је 12 година касније у Санкт Морицу освојена сребрна медаља. У дресу репрезентације одиграо је укупно 75 утакмица и постигао 37 голова.
Прве хокејашке кораке направио је у клубу ČsŠK Košice за који је наступао до 1934, а потом прелази у прашки ЛТЦ са којим је освојио пет титула националног првака.
Погинуо је у авионској несрећи 8. новембра 1948. након што се авион којим су летели из Париза за Лондон срушио у Ламанш. Поред Тројака у несрећи су смртно страдали и његови саиграчи Здењек Јарковски, Вилибалд Штјовик, Карел Стибор, Милослав Покорни и Здењек Шварц. 
Налази се на списку чланова Куће славних хокеја на леду Словачке (од 2002), Чешке (од 2008) и ИИХФ-а (од 2011. године). Њему у част ледена дворана у Кошицама носи његово име.